# Paula Arantzazu
Paula Arantzazu Ruiz Rodríguez (Barcelona, 1979) es una periodista cultural y crítica de cine española.

## Biografía
Paula Arantzazu Ruiz Rodríguez obtuvo su doctorado en Comunicación Social por la Universidad Pompeu Fabra de Barcelona, con una tesis sobre el cine de Yervant Gianikian y Angela Ricci Lucchi, De los teatros anatómicos a ‘Oh! Uomo’ de Yervant Gianikian y Angela Ricci Lucchi: Una arqueología de la mirada médica del cuerpo. Ha sido profesora asociada en la Universidad de Castilla-La Mancha y ejerce la docencia en la Universidad de Murcia, mientras que como periodista y crítica cinematográfica ha sido redactora en La Razón en su edición en Cataluña, y colabora o ha colaborado de manera habitual en SensaCine, Cinemanía, Diari Ara, El País y La Vanguardia, entre otros medios.
En 2011 fue miembro del jurado de la sección internacional de Festival Internacional de Cine de Albacete, en 2021 lo fue del jurado del Festival Internacional de Cine de Rotterdam en su 50 edición, y en 2022 de la sección Nuevos cineastas del Festival de San Sebastián. Entre sus últimas publicaciones se encuentran las obras colectivas La paranoia contemporánea. El cine en la sociedad de control (Trea, 2019) y Cuerpos representados. Objetos de ciencia artísticos en España, siglos XVIII-XX (Sans Soleil, 2020).